# Dasing
Dasing település Németországban, azon belül Bajorországban. Lakosainak száma 5964 fő (2023. december 31.). Dasing Adelzhausen és Friedberg községekkel határos.

## Népesség
A település népessége az elmúlt években az alábbi módon változott:
| Lakosok száma | 439  | 1032 | 3331 | 4173 | 5432 | 5608 | 5553 | 5548 | 5813 | 5964 |
|               | 1875 | 1950 | 1975 | 1987 | 2012 | 2014 | 2016 | 2017 | 2021 | 2023 |